# Sid Jenkins
Sidney "Sid" Jenkins er en fiktiv person i den britiske tv-serie Skins, portrætteret af Mike Bailey.
Sid præsenteres som en sød dreng, ufrivillig jomfru, forelsket i sin veninde Michelle Richardson, som desværre kommer sammen med Sids bedste ven og største idol Anthony "Tony" Stonem. 
Sid kommer fra et dårligt miljø derhjemme. Sids mor forlader familien da hun får en ny kæreste. Mens Sid finder sin far død hjemme i stuen.